# Janny Wurts
Janny Wurts (10 december 1953) is een Amerikaans schrijfster van fantasy en een illustrator. Ze is vooral bekend voor haar serie De Vuurcyclus, waarvan het eerste deel, De Stormvoogd, in 1984 verscheen. Samen met Raymond E. Feist schreef ze ook de epische serie Het Keizerrijk. 

## Biografie

### The Cycle of Fire Trilogy
- 1984 - Stormvoogd
- 1988 - De Sleutelbewaarder
- 1988 - Schaduwvaan

### Keizerrijk Trilogie
- 1987 - Dochter van het Keizerrijk
- 1990 - Dienaar van het Keizerrijk
- 1992 - Vrouwe van het Keizerrijk

### The Wars of Light and Shadow
- Arc I
  - 1993 - Curse of the Mistwraith
- Arc II
  - 1994 - Ships of Merior
  - 1995 - Warhost of Vastmark
- Arc III: Alliance of Light
  - 1997 - Fugitive Prince
  - 1999 - Grand Conspiracy
  - 2001 - Peril's Gate
  - 2004 - Traitor's Knot
  - 2007 - Stormed Fortress
- Arc V: Sword of the Canon
  - 2012 - Initiate's Trial

### Andere werken
- 1982 - Sorcerer's Legacy
- 1992 - Master of Whitestorm
- 2002 - To Ride Hell's Chasm

### Collecties
- 1994 - That Way Lies Camelot

### Kortverhalen
- 2004 - Blood, Oak, Iron
- 2004 - Child of Prophecy
- 2004 - Watchfire
- 2005 - Last of Her Kind
- 2006 - Finder's Keeper
- 2006 - Moebius Trip
- 2006 - Sundering Star
- 2007 - Reins of Destiny